# Peter Ludwig Elder

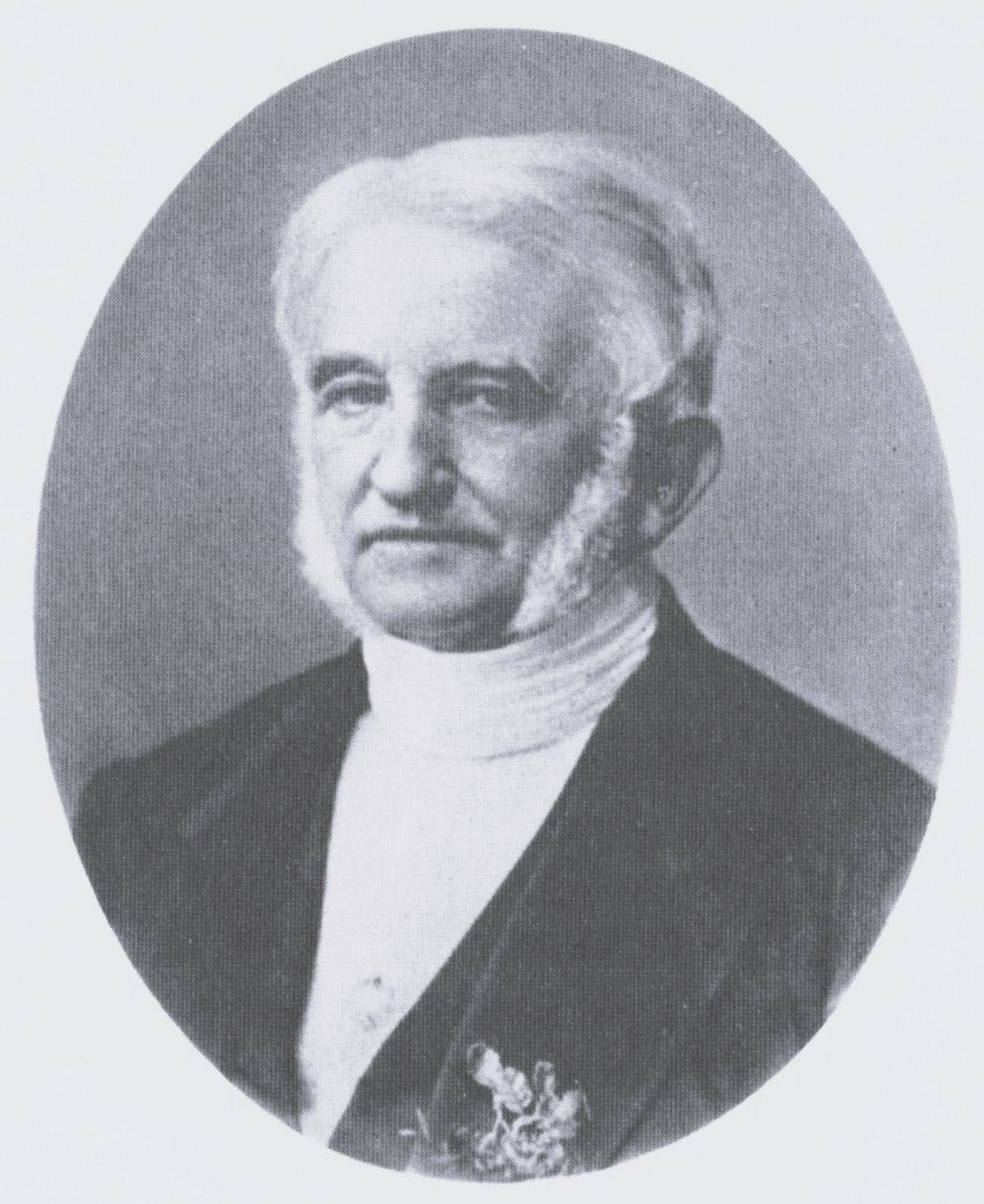
Peter Ludwig Elder

Peter Ludwig Elder (* 27. November 1798 in Lübeck; † 31. Juli 1881 ebenda) war Syndicus und Senator der Hansestadt Lübeck.

## Leben
Elder war Sohn des seinerzeitigen Kaiserlichen Notars in Lübeck. Er besuchte das Katharineum zu Lübeck bis Ostern 1816  studierte Rechtswissenschaft in Göttingen und Heidelberg. 1820 erhielt er in seiner Heimatstadt die Zulassung als Advokat und Notar. Am 31. Januar 1844 wurde er zugleich mit Heinrich von der Hude zum Stadtsyndicus gewählt.
Noch im gleichen Jahr wurde Elder nach Kopenhagen entsandt, um den Widerstand der dänischen Regierung gegen den projektierten Bau der Lübeck-Büchener Eisenbahn zu überwinden, blieb mit dieser Mission jedoch erfolglos. 1847 begab Elder sich, begleitet von Heinrich Theodor Behn mit dem gleichen Auftrag abermals nach Kopenhagen und konnte diesmal durch seine Verhandlungen die dänische Einwilligung in den Eisenbahnbau erreichen.
1850 vertrat Elder die Hansestadt Lübeck im Erfurter Unionsparlament, und danach von 1850 bis zu seiner Ablösung durch Friedrich Krüger 1864 als Gesandter im Bundestag des Deutschen Bundes in Frankfurt am Main, wo er turnusmäßig alle vier Jahre die Stimme der vier Freien Städte anführte.
Mit dem Inkrafttreten der revidierten Lübecker Verfassung am 29. Dezember 1851 wurde in der Stadt die Gewaltenteilung festgeschrieben und das mit diesem Prinzip nicht mehr zu vereinbarende Amt des Syndicus aufgehoben. Elder erhielt, wie auch die beiden anderen zu jener Zeit amtierenden Syndici, am 3. Januar 1852 das Amt eines vollgültigen Senators, führte jedoch weiterhin den traditionsreichen Titel eines Syndicus.
In den Jahren 1851, 1857 sowie 1858 war Elder Angehöriger der Elbschiffahrtskommission und bis zu seiner Aufhebung 1864 ständiges Mitglied des Lübecker Obergerichts. Daneben bekleidete er verschiedene Funktionen in der Lübecker Verwaltung. Am 5. November 1873 trat er in den Ruhestand.
Für seine Verdienste um das Wohl Lübecks wurde ihm 1873 die Gedenkmünze Bene Merenti verliehen.